# 이나리노카미

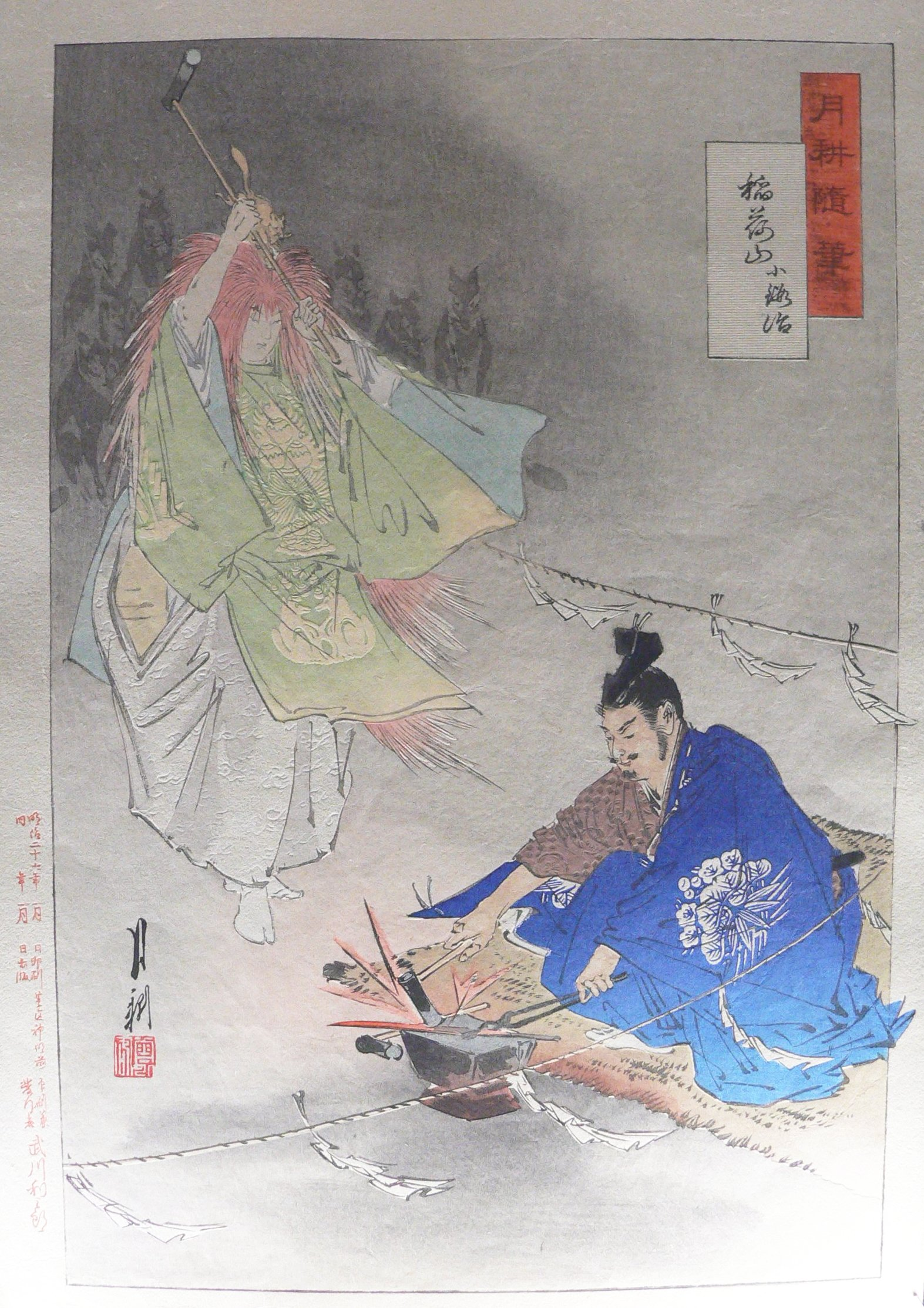
이나리와 그녀의 여우 영혼이 대장장이 무네치카가 코기쓰네마루 의 날을 단조하는 것을 돕다, 10세기 후반

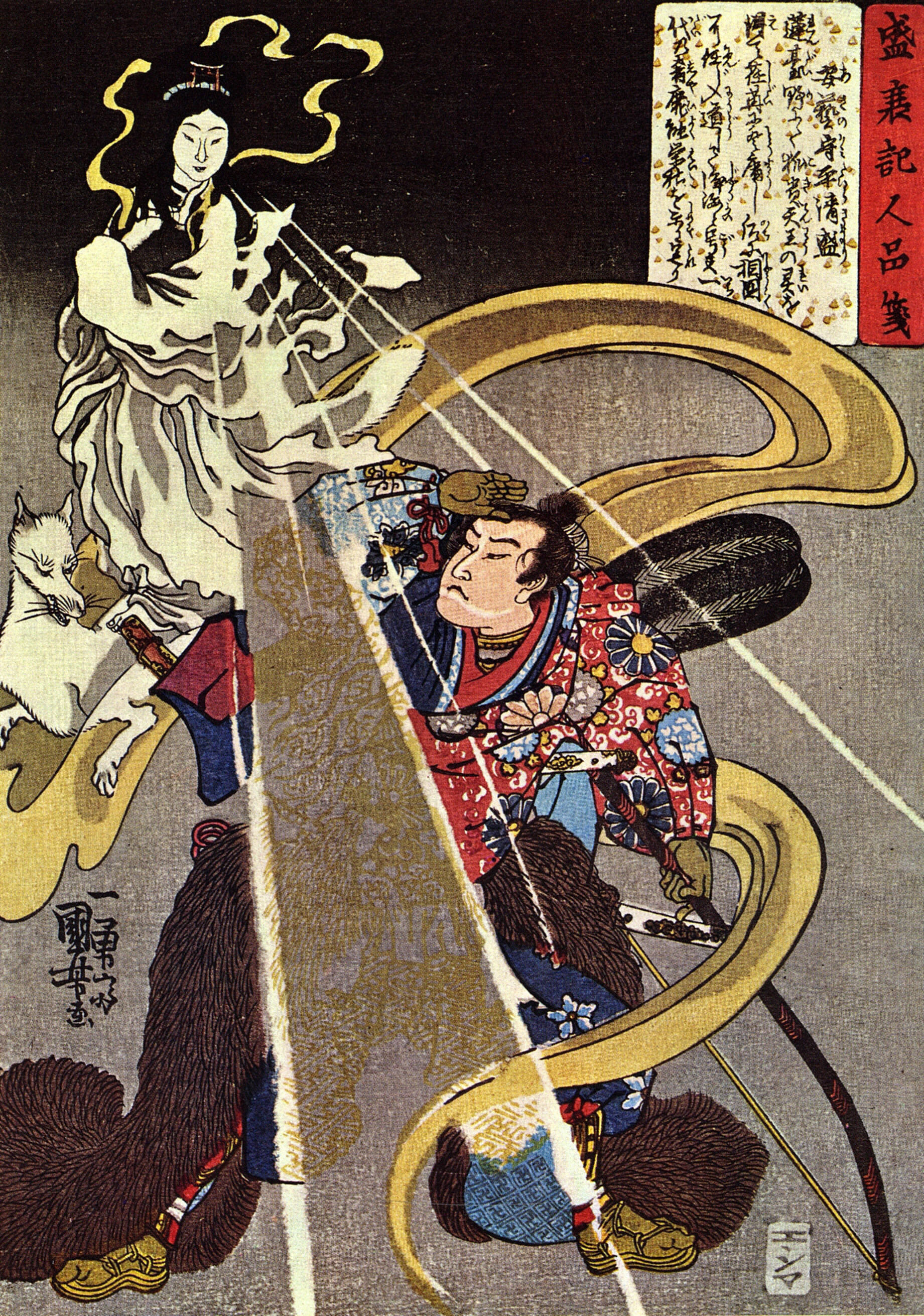
이나리가 사무라이에게 나타나다. 불교의 영향을 받았다.

이나리노카미(일본어: 稲荷神), 이나리신(稲荷神), 이나리오카미(稲荷大神), 이나리다이묘진(일본어: 稲荷大明神)은 일본의 비옥과 쌀, 농업, 여우, 공업과 세계적인 성공의 신이다.
이나리는 이자나기가 창세한 일본을 유지하는 신으로 그녀는 원래 대장장이와 사무라이를 내조하였다.
아마테라스 신이 그녀의 후견인으로 지목되곤 하였다. 오늘날 일본 각지에 이나리 사당이 세워져 있는데 그중 교토의 이나리가 가장 유명하다.

## 같이 보기
- 로키